# بول تيرغات
بول كيبي تيرغات (بالإنجليزية: Paul Kibii Tergat) هو عداء مسافات طويلة كيني ولد في يوم 17 يونيو 1969 في قرية ريوو في كينيا، أبرز إنجازاته هو فوزه بالميدالية الفضية في سباق 10000 متر في دورة الألعاب الأولمبية الصيفية 1996 في أتالانتا، وفازت بالميدالية الفضية بنفس السباق في دورة الألعاب الأولمبية الصيفية 2000 في سيدني، كما فاز بالميدالية الفضية في بطولة العالم لألعاب القوى 1997 في أثينا وفي بطولة العالم لألعاب القوى 1999 في إشبيلية، وفاز بالميدالية البرونزية في بطولة العالم لألعاب القوى 1995 في غوتنبيرغ. أفضل رقم سجله في سباق 10000 متر هو 26:27.85 في أغسطس 1997 في بروكسل.

## روابط خارجية
- بول تيرغات على موقع الاتحاد الدولي لألعاب القوى (الإنجليزية)
- بول تيرغات على موقع اللجنة الأولمبية الدولية (الإنجليزية)
- بول تيرغات على موقع أوليمبيديا (الإنجليزية)